# Bruinkopapalis
De bruinkopapalis (Apalis alticola) is een zangvogel uit de familie Cisticolidae.

## Verspreiding en leefgebied
Deze soort komt voor in centraal Afrika en telt twee ondersoorten:
- A. a. dowsetti: Marungugebergte (zuidoostelijk Congo-Kinshasa).
- A. a. alticola: van noordelijk Angola, zuidelijk Congo-Kinshasa en noordelijk Zambia tot Malawi, Tanzania en zuidwestelijk Kenia.

## Status
De grootte van de populatie is niet gekwantificeerd maar de soort wordt omschreven als plaatselijk algemeen. Op de Rode lijst van de IUCN heeft deze soort de status niet bedreigd.